# Zoo Tampa
Koordinaten: 28° 0′ 48″ N, 82° 28′ 11″ W
Der Zoo Tampa ist der Zoo von Tampa im US-Bundesstaat Florida. Die Anfänge des Zoos gehen auf das Jahr 1930 zurück, wo er am Ufer des Hillsborough River im Plant Park gegründet wurde. Er bestand aus einer kleinen Anzahl einheimischer Tiere. Als die Anzahl der Tiere zunahm, wurden sie 1957 in den zentraler gelegenen Lowry Park verlegt und der Zoo nannte sich Lowry Park Zoo. Es wuchs in den nächsten vier Jahrzehnten allmählich, hatte jedoch Probleme, die Standards moderner und artgerechter Tierhaltung zu erfüllen. 1982 gründeten Gemeindevorsteher die Lowry Park Zoo Association, um die Leitung des Zoos für die Stadt Tampa zu übernehmen. Die Vereinigung wurde dann zur Lowry Park Zoological Society von Tampa, Inc., die den Zoo weiterhin führt. Nach umfangreichen Renovierungsarbeiten wurde der Zoo am 5. März 1988 wiedereröffnet. Der ehemalige Name Lowry Park Zoo wurde im Jahr 2018 in ZooTampa at Lowry Park geändert. Ursprünglich betrug die Fläche des Zoos 24 Hektar. Inzwischen ist der Zoo auf 56 Hektar angewachsen und beinhaltet auch einen üppigen tropischen Garten. Rund eine Million Gäste besuchten den Zoo im Jahr 2020. Er ist Mitglied der World Association of Zoos and Aquariums (WAZA) sowie der Association of Zoos and Aquariums (AZA).

## Anlagenkonzept und Tierbestand
Der Zoo beherbergt Anfang 2021 etwa 1100 Tiere, die in verschiedenen Sektionen zu sehen sind. Nahe am Zoo-Eingang befindet sich eine große Freiflugvoliere, in der viele Vogelarten gemeinsam untergebracht sind. Zweimal täglich wird für die Besucher daneben eine Schau mit Greifvögeln angeboten (Sky Raptor Show), die interessante Fakten über das Leben von Greifvögeln erklärt und Möglichkeiten nennt, um sie zu schützen. Weitere Vogelarten befinden sich in Einzelvolieren, wo sie auch Nistmöglichkeiten finden. Nachfolgende Bilder zeigen einige ausgewählte Vogelarten.

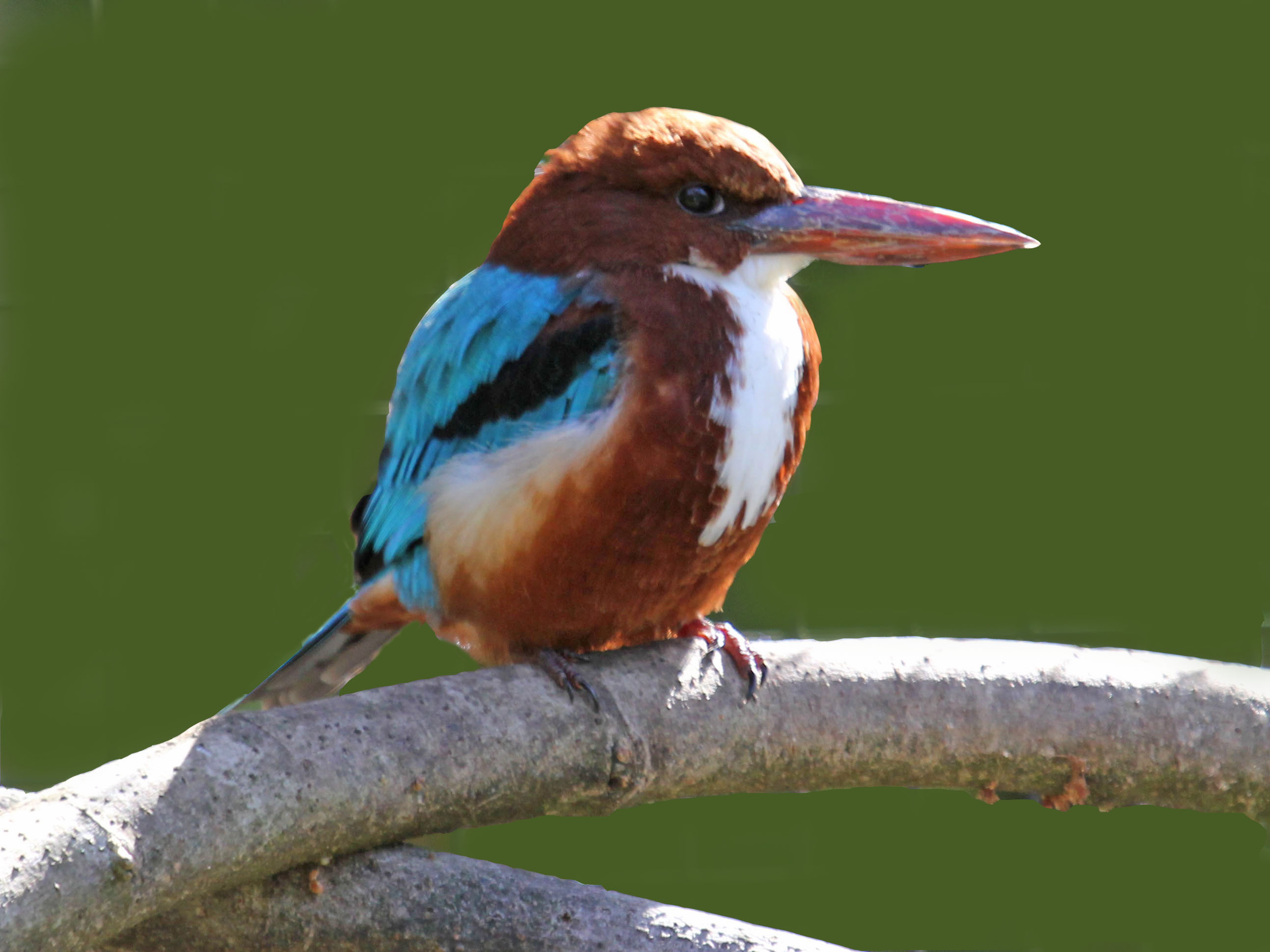
Braunliest
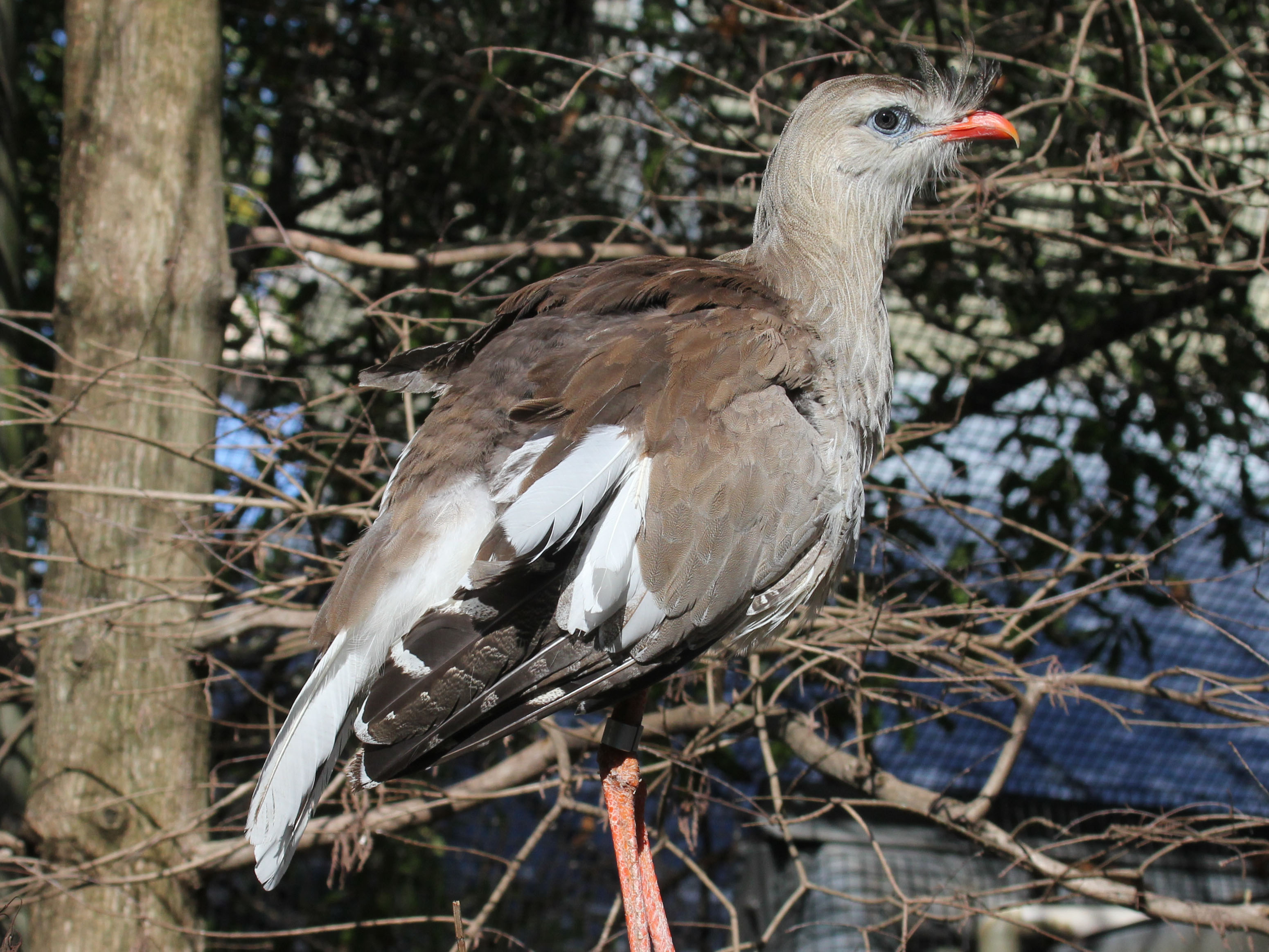
Rotfußseriema
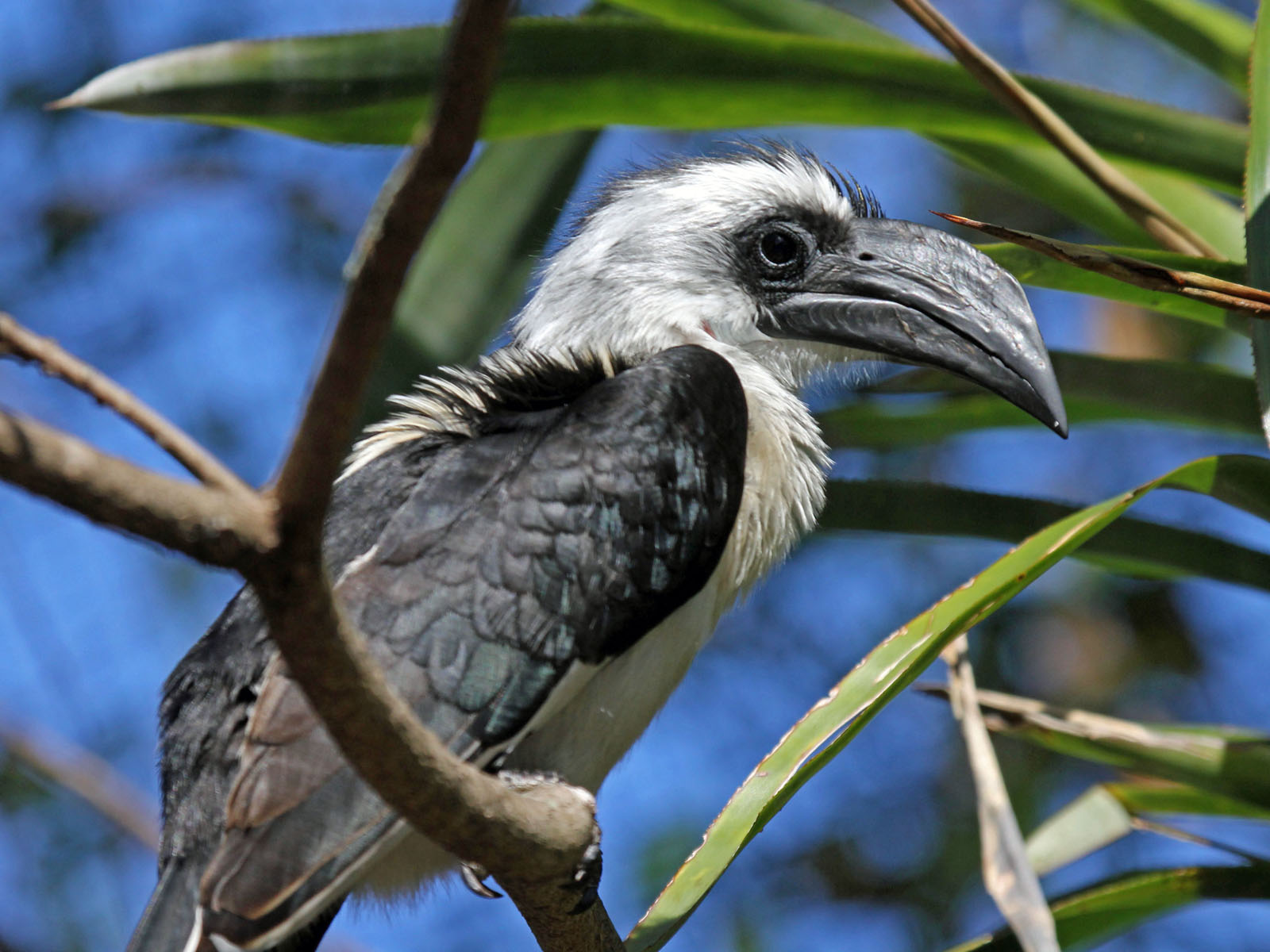
Decken-Toko, Weibchen
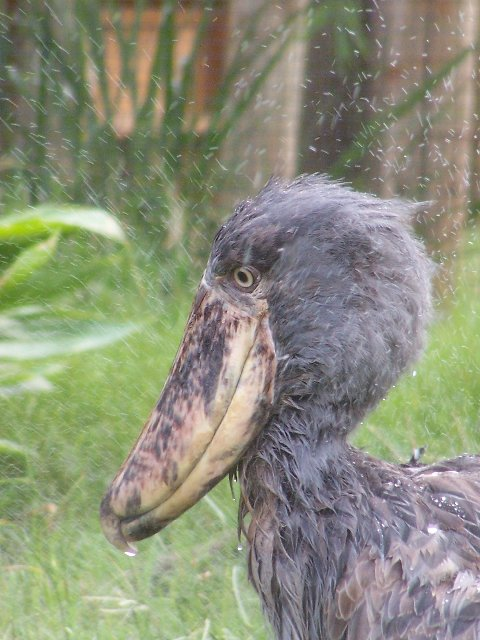
Schuhschnabel

Die Gestaltung weiterer Anlagen ist darauf ausgerichtet, Tiere in Gruppen und geografisch passenden Artengemeinschaften zu zeigen und zu züchten. Dazu ist der Zoo in mehrere Sektionen aufgeteilt. Beispielsweise werden Tiere aus Nord-, Mittel- und Südamerika im Florida Wildlife Center gezeigt. Der Schwerpunkt liegt dabei auf der heimischen Fauna. Dem Florida Wildlife Center ist auch ein Schauaquarium mit Terrarium angeschlossen, in dem u. a. Haie in großen Becken sowie Klapperschlangen in wüstenähnlicher Anlagenausstattung zu sehen sind. Tiere aus Afrika leben in der Safari Africa und nutzen weiträumige, offene Freianlagen. Das zentrale Gebäude der Asia Gardens ist als Pagode ausgeführt und soll den Besuchern eine asiatische Atmosphäre vermitteln. In der Wallaroo Station befinden sich Tiere aus Australien sowie ein Kinder-Zoo mit Spielplätzen, einer Achterbahn und Informations- und Schulungsräume für Kinder (Zoo’s Florida Environmental Education Center bzw. Zoo School). Das Gelände der Primate World ist mit Felsen, Kletterbäumen und Wasserfällen versehen und beherbergt verschiedene Primaten-Arten. Nachfolgende Bilder zeigen einige ausgewählte Säugetierarten.

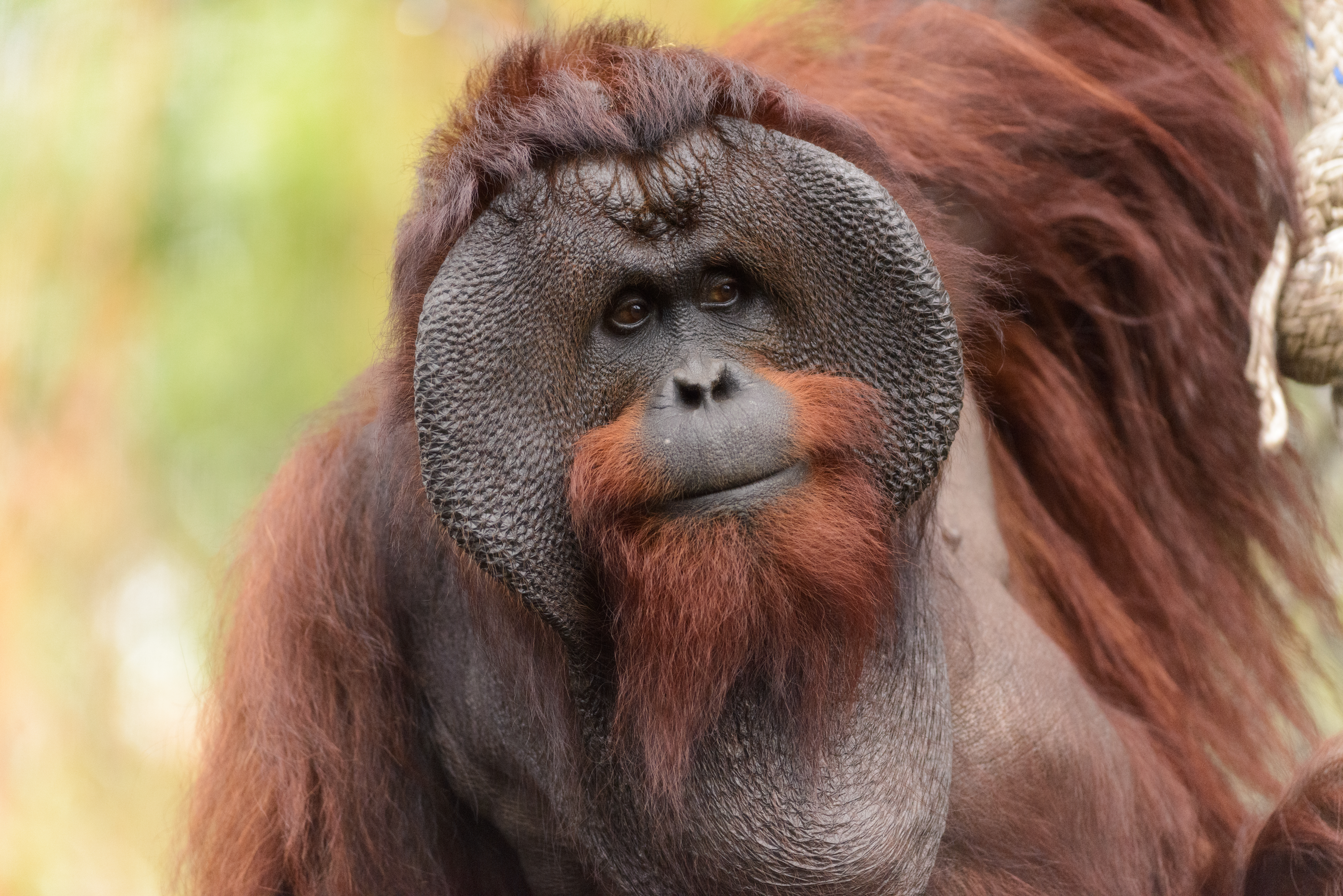
Borneo-Orang-Utan, Männchen
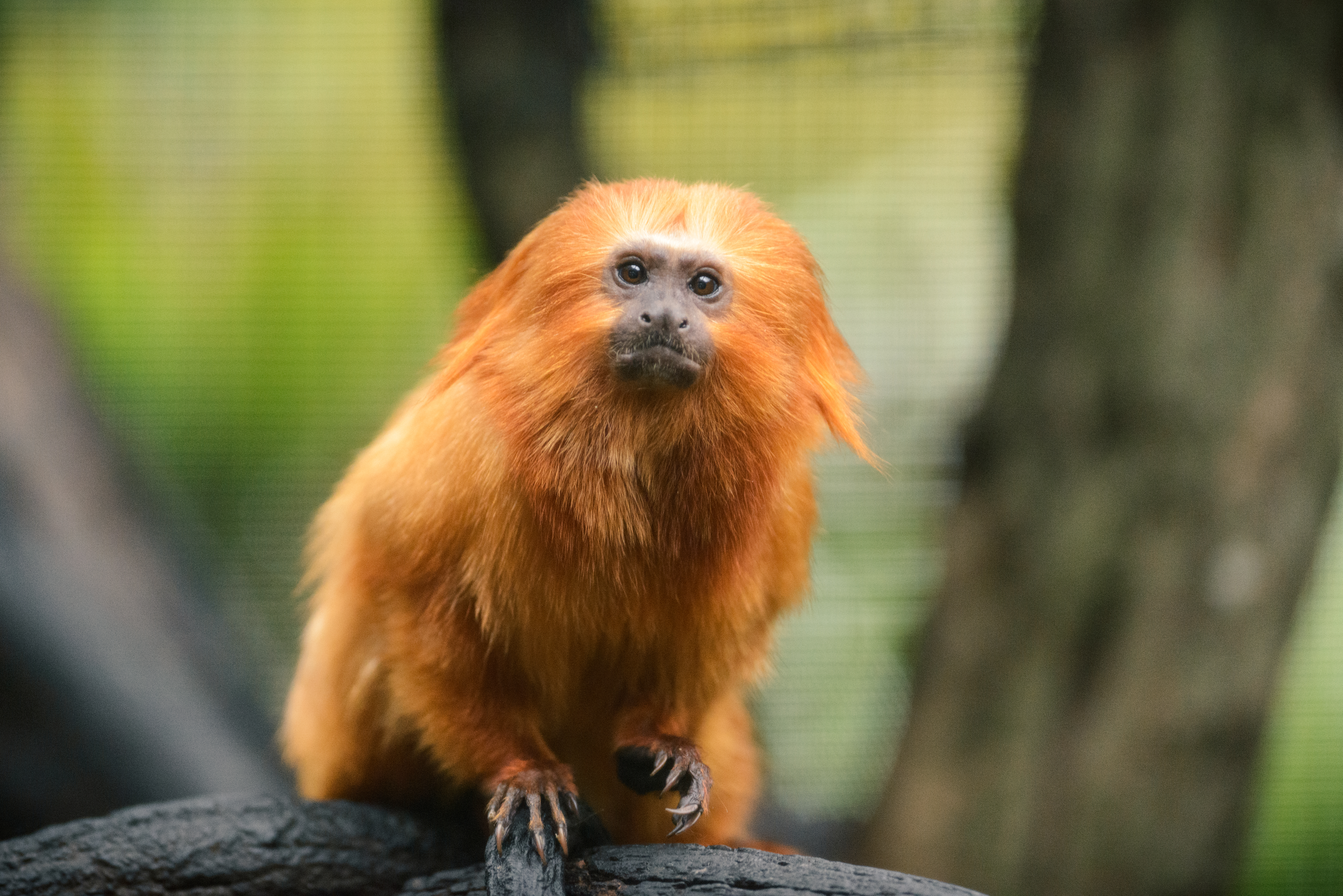
Goldenes Löwenäffchen
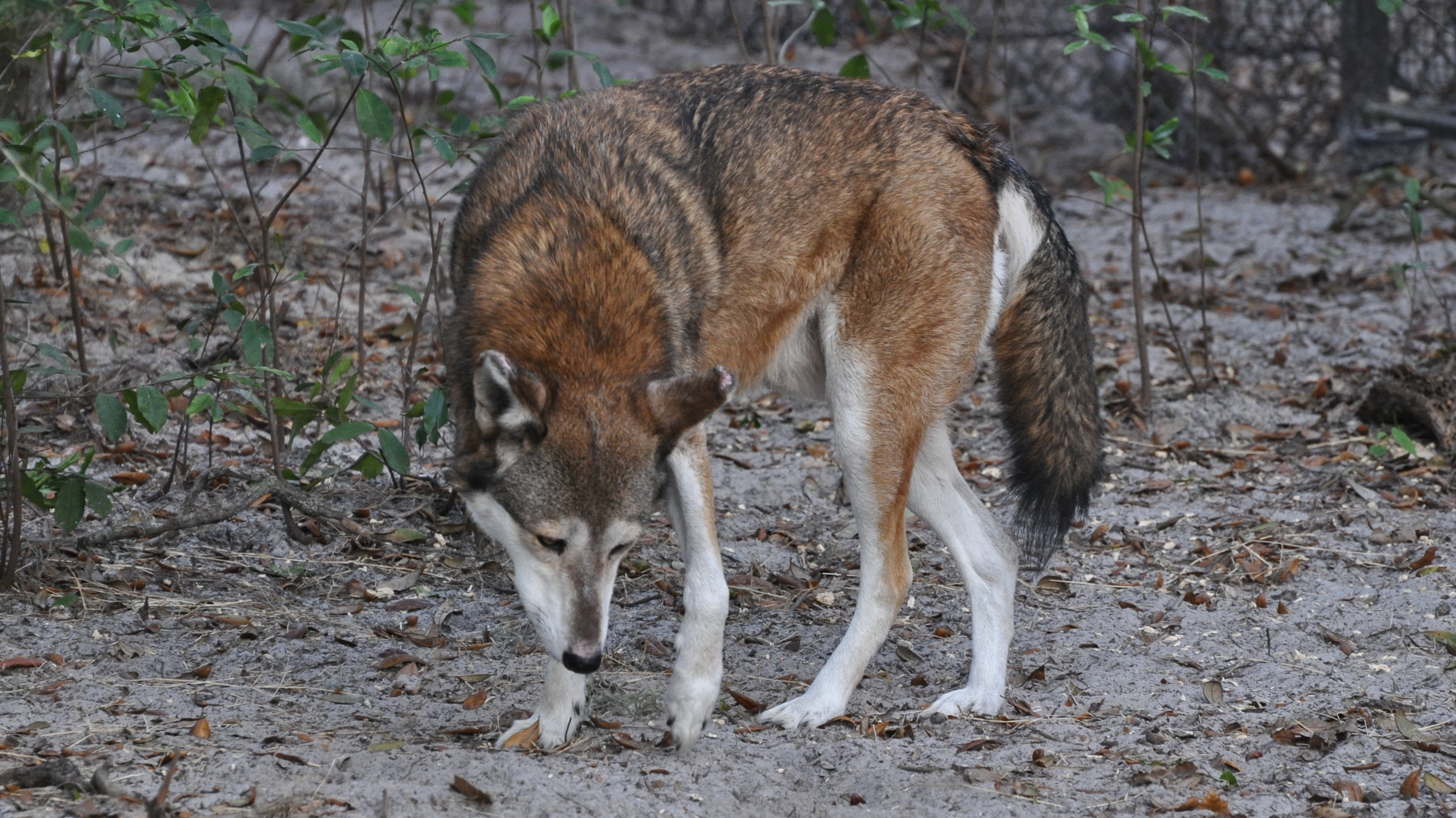
Rotwolf
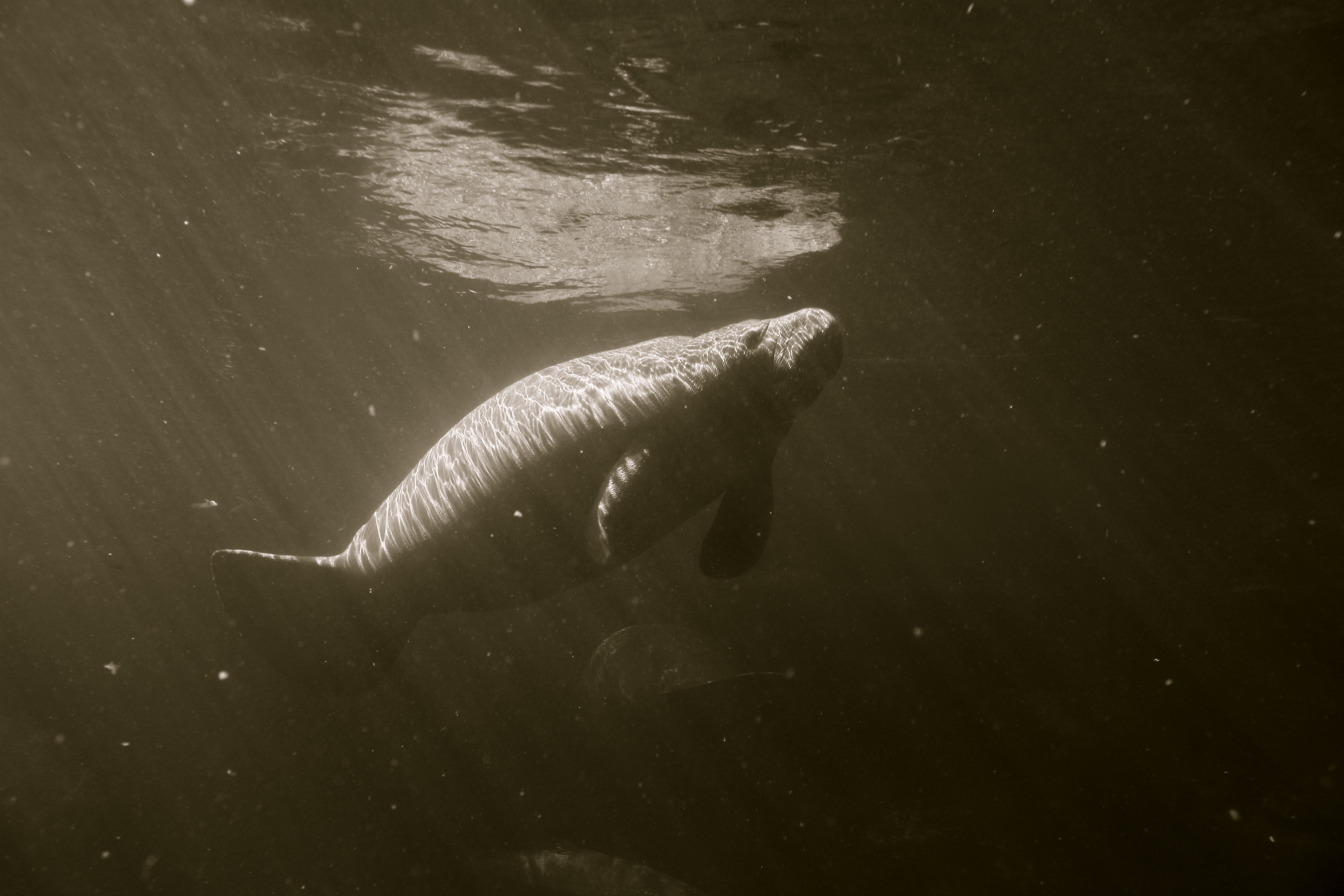
Rundschwanzseekuh
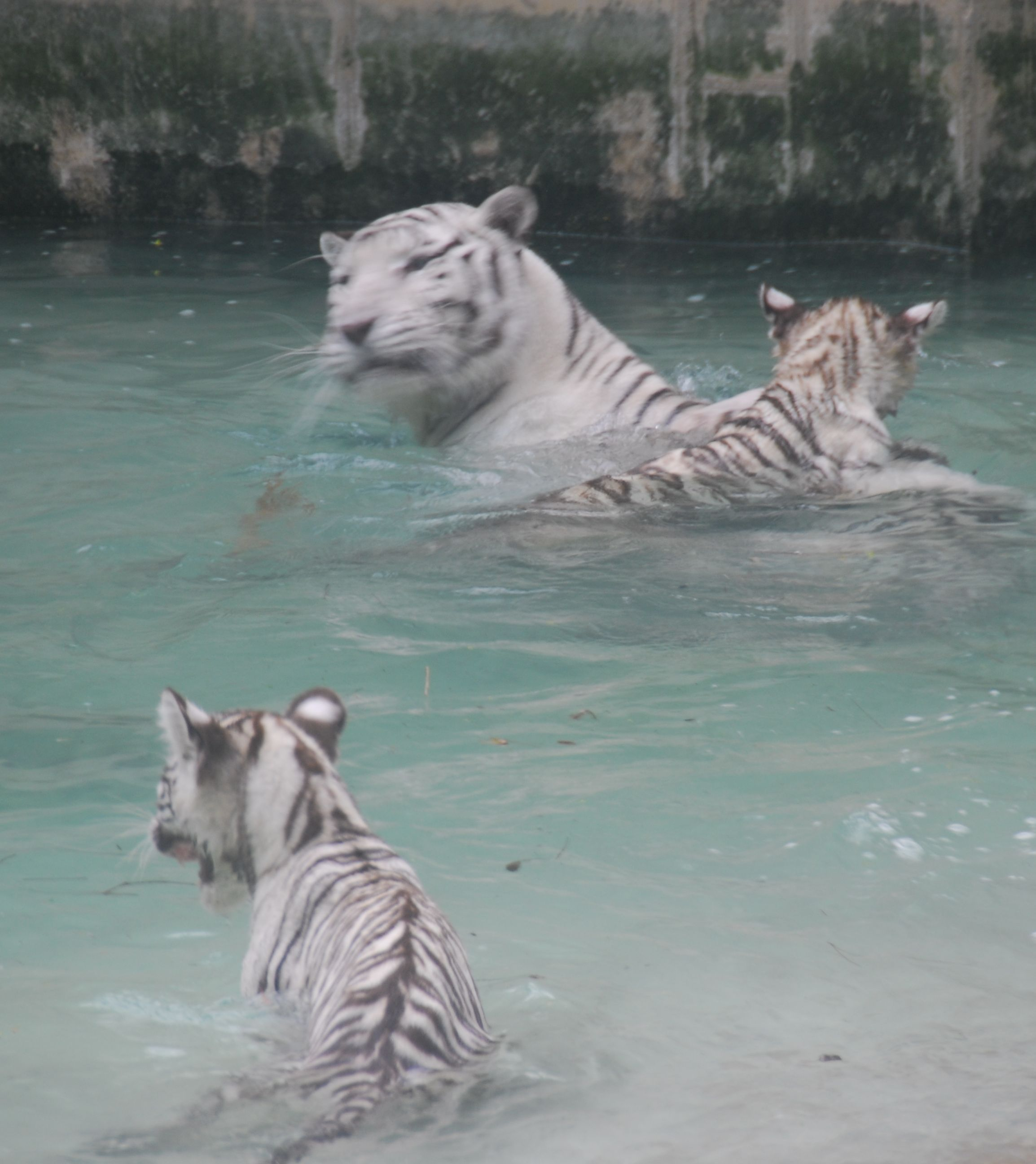
Schwimmende weiße Königstiger
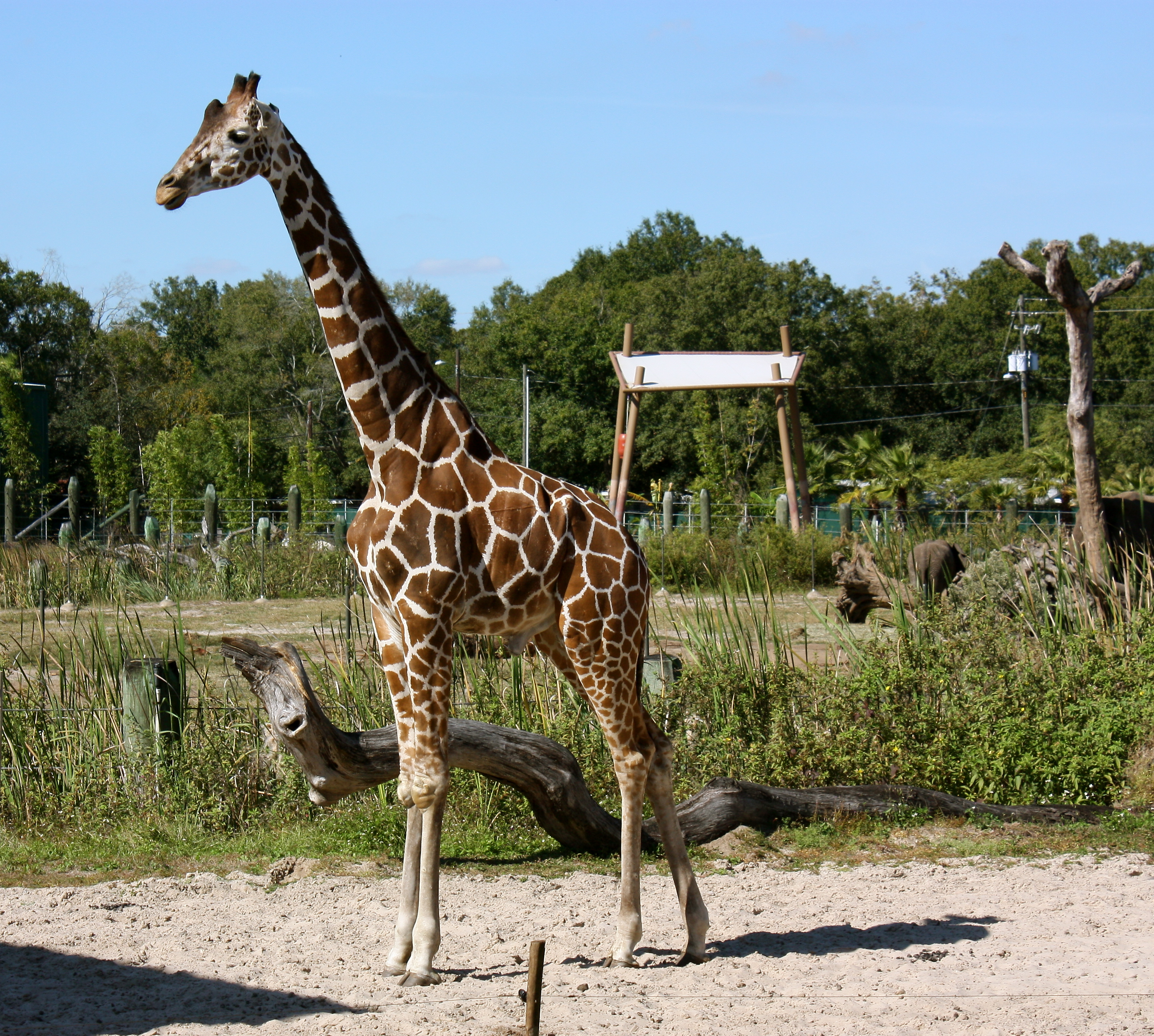
Netzgiraffe

## Krankenstation für Seekühe
Der Florida-Manati (Trichechus manatus latirostris), eine Unterart des zu den Seekühen zählenden Karibik-Manatis, wird an den Küsten rund um Florida zuweilen durch die Schiffsschrauben von Motorbooten verletzt. Tiere mit solchen und andere Verletzungen sowie kranke oder verwaiste Manatis kommen dann oftmals in das David A. Straz, Jr. Manatee Critical Care Center des Zoos in Tampa, das auf die Intensivpflege kranker Manatis spezialisiert ist. Es ist eines von vier staatlich zugelassenen Rehabilitationszentren für Seekühe in Florida. Zwischen 1991 und 2020 hat das Pflege- und Veterinärteam im Zoo Tampa über 400 Manatis behandelt, von denen mehr als 230 wieder in die Gewässer Floridas entlassen werden konnten.